# Marathon van Eindhoven 2004
De Marathon van Eindhoven 2004 vond plaats op zondag 10 oktober 2004 in Eindhoven.

## Uitslagen

### Mannen
| rang   | naam                      | land | tijd    |
| ------ | ------------------------- | ---- | ------- |
| Goud   | Willy Cheruiyot           | KEN  | 2:09.20 |
| Zilver | Philip Singoei            | KEN  | 2:10.07 |
| Brons  | Barnabas Koech            | KEN  | 2:10.19 |
| 4      | Robert Kipkoech Cheruiyot | KEN  | 2:12.12 |
| 5      | Vincent Kipsos            | KEN  | 2:13.52 |
| 6      | Sammy Rotich              | KEN  | 2:14.03 |
| 7      | Tom Van Hooste            | BEL  | 2:14.08 |
| 8      | Abdelkadir Lamachi        | MAR  | 2:14.55 |
| 9      | Chadli Moulay Tahar       | MAR  | 2:15.47 |
| 10     | Boubker El Afoui          | MAR  | 2:15.58 |
| 11     | Rachid Ghanmouni          | MAR  | 2:18.09 |
| 12     | Barnabas Cheruiyot        | KEN  | 2:21.45 |
| 13     | Robert Zaradski           | BEL  | 2:23.56 |
| 14     | Simon Lotum               | KEN  | 2:27.41 |
| 15     | Gert van Bergem           | NED  | 2:28.06 |

### Vrouwen
| rang   | naam                     | land | tijd    |
| ------ | ------------------------ | ---- | ------- |
| Goud   | Annelieke van der Sluijs | NED  | 2:37.33 |
| Zilver | Fatiha Baouf             | BEL  | 2:39.41 |
| Brons  | Sandra ter Horst         | NED  | 2:46.11 |

1959 ·
1960 ·
1982 ·
1984 ·
1986 ·
1988 ·
1990 ·
1991 ·
1992 ·
1993 ·
1994 ·
1995 ·
1996 ·
1997 ·
1998 ·
1999 ·
2000 ·
2001 ·
2002 ·
2003 ·
2004 ·
2005 ·
2006 ·
2007 ·
2008 ·
2009 ·
2010 ·
2011 ·
2012 ·
2013 ·
2014 ·
2015 ·
2016 ·
2017 ·
2018 ·
2019 ·
2020 ·
2021 ·
2022 ·
2023 ·
2024 ·
2025